# حبيشي (ملاثاني)
حبیشي (بالفارسية: حبیشی) هي منطقة سكنية تقع في إيران في قسم ملاثاني الريفي. يقدر عدد سكانها بـ 126 نسمة بحسب إحصاء 2016.